# 프레이저 애닝

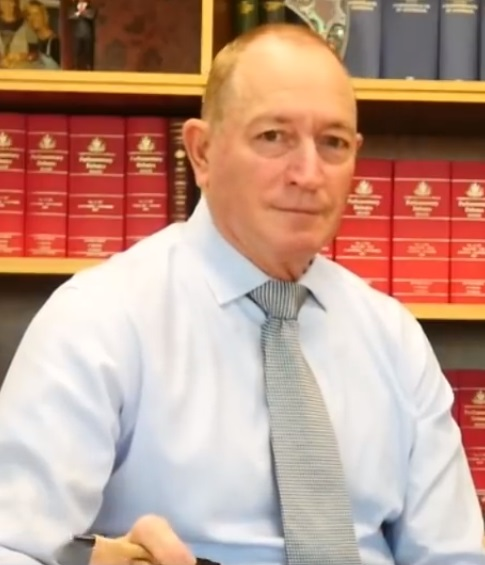

윌리엄 프레이저 애닝(영어: William Fraser Anning, 1949년 10월 14일 ~ )은 오스트레일리아의 정치인으로, 현재 퀸즐랜드주의 상원 의원(2017년 11월 10일 ~ , 무소속)이다. 그는 이중국적 문제로 상원 의원직을 상실한 맬컴 로버츠(폴린 핸슨의 원 네이션)의 뒤를 이어 상원 의원이 되었으며, 원 네이션에 참여하지 않고 무소속으로 있다가 2018년 6월 캐터의 오스트레일리아당(이하 캐터당)에 입당했다. 이로서 캐터당 유일 상원 의원이 되었으나, 이민·인종 관련 문제로 4개월 만에 출당되었다.
반이민 성향의 극우파로, 특히 이슬람교와 관련된 발언으로 물의를 빚고 있다. 2019년 3월에는 뉴질랜드에서 일어난 크라이스트처치 모스크 총기 난사 사건과 관련된 발언이 문제가 되고 있으며, 한 청년의 계란 세례를 당하기도 했다.